# Hardan al-Tikriti

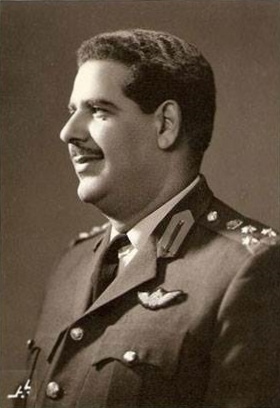
Hardan al-Tikriti

Hardan Abdul Ghaffar al-Tikriti (Arabisch: حردان عبدالغفار التكريتي) (1925 – 30 maart 1971)  was een Iraaks militair en politicus.
Al-Tikriti was een van de leiders van de Ba'thpartij en was minister van defensie en vicepresident onder Iraaks president Ahmad Hassan al-Bakr. Hij viel in oktober 1970 in ongenade. Er werd hem verweten dat de 12.000 Iraakse militairen die in Jordanië gelegerd waren, zich afzijdig hadden gehouden tijdens de burgeroorlog (Zwarte September) in september 1970 en niet waren opgetreden ten gunste van de Palestijnse vluchtelingen. Al-Tikriti zou dit zo hebben afgesproken met de Syrische minister van defensie, Hafez al-Assad. In 1971 werd al-Tikriti in Koeweit vermoord op bevel van de latere president Saddam Hoessein.
- Gemeinsame Normdatei: 1145669883
- International Standard Name Identifier: 0000 0000 8438 3766
- Library of Congress Control Number: n88296205
- Nationale Bibliotheek van Israël: 987007277073105171
- Virtual International Authority File: 33568977